# Michael Dunning
Michael Dunning (d.1558) foi Chanceler da Diocese de Norwich desde 1554 sob Mary Tudor, e com John Hopton, Bispo de Norwich, foi responsável pela queima de 31 hereges. John Foxe caracterizou Dunning como o "chanceler sangrento".

## Vida
Ele formou-se em Direito Civil na Universidade de Cambridge em 1541, tornando-se doutor em 1555. Ele foi reitor de Knapwell, Cambridgeshire em 1546; e depois de Gissing, Norfolk de 1549 a 1554. Após o seu mandato como o "chanceler sangrento", ele foi em 1558 feito arquidiácono de Bedford, mas foi afastado do cargo no mesmo ano.
Entre os executados por Dunning e Hopton estavam:
- Cicely Ormes, esposa de um tecelão
- Thomas Cobbe, açougueiro de Haverhill, Roger Coe e James Abbes
- Simon Miller, da cidade de Lynn
- Elizabeth Cooper, esposa de um peltreiro